# Provinz Antwerpen
Antwerpen ist eine der fünf Provinzen der belgischen Region Flandern und die bevölkerungsreichste Provinz Belgiens. Sie grenzt an die Provinzen Limburg im Osten, Flämisch-Brabant im Süden und Ostflandern im Westen. Im Norden grenzt Antwerpen an die niederländische Provinz Noord-Brabant.

## Bezirke
Die Provinz Antwerpen ist in drei Bezirke untergliedert. Diese werden auf Französisch als arrondissements und auf Niederländisch als arrondissementen bezeichnet. Manchmal wird die Bezeichnung Arrondissement auch auf Deutsch verwendet, obwohl Bezirk der amtliche Begriff ist.
| Bezirk            | Gemeinden | Einwohner 1. Januar 2024 | Fläche km² | Dichte Einw./km² | NIS- Code |
| ----------------- | --------- | ------------------------ | ---------- | ---------------- | --------- |
| Antwerpen         | 28        | 1.087.249                | 982,49     | 1.107            | 11000     |
| Mechelen          | 12        | 359.299                  | 510,23     | 704              | 12000     |
| Turnhout          | 27        | 479.974                  | 1.356,87   | 354              | 13000     |
| Provinz Antwerpen | 67        | 1.926.522                | 2.849,59   | 676              | 10000     |

## Gemeinden
Seit dem 1. Januar 2025 besteht die Provinz Antwerpen aus 67 Gemeinden (Einwohnerzahlen am 1. Januar 2024)
1. Aartselaar (14.890)
2. Antwerpen (Stadt) (544.759)
3. Arendonk (13.391)
4. Baarle-Hertog (3001)
5. Balen (23.523)
6. Beerse (18.601)
7. Berlaar (12.061)
8. Boechout (13.831)
9. Bonheiden (15.454)
10. Boom (19.431)
11. Bornem (22.076)
12. Brasschaat (38.470)
13. Brecht (30.610)
14. Dessel (9892)
15. Duffel (18.062)
16. Edegem (23.009)
17. Essen (19.630)
18. Geel (Stadt) (42.331)
19. Grobbendonk (11.607)
20. Heist-op-den-Berg (44.505)
21. Hemiksem (12.396)
22. Herentals (Stadt) (28.865)
23. Herenthout (9454)
24. Herselt (14.838)
25. Hoogstraten (Stadt) (22.278)
26. Hove (8406)
27. Hulshout (10.594)
28. Kalmthout (19.672)
29. Kapellen (27.782)
30. Kasterlee (19.648)
31. Kontich (21.693)
32. Laakdal (16.753)
33. Lier (Stadt) (38.210)
34. Lille (17.026)
35. Lint (8505)
36. Malle (16.194)
37. Mechelen (Stadt) (89.313)
38. Meerhout (10.396)
39. Merksplas (8883)
40. Mol (38.534)
41. Mortsel (Stadt) (26.588)
42. Niel (10.966)
43. Nijlen (23.707)
44. Olen (12.824)
45. Oud-Turnhout (14.828)
46. Putte (18.914)
47. Puurs-Sint-Amands (25.932)
48. Ranst (19.776)
49. Ravels (15.514)
50. Retie (11.867)
51. Rijkevorsel (12.561)
52. Rumst (15.536)
53. Schelle (8614)
54. Schilde (20.319)
55. Schoten (34.641)
56. Sint-Katelijne-Waver (21.792)
57. Stabroek (18.826)
58. Turnhout (Stadt) (47.305)
59. Vorselaar (8034)
60. Vosselaar (11.801)
61. Westerlo (25.625)
62. Wijnegem (10.580)
63. Willebroek (28.248)
64. Wommelgem (13.370)
65. Wuustwezel (21.794)
66. Zandhoven (13.445)
67. Zoersel (22.557)

## Politik

### Provinzrat
- PVDA: 2
- Vooruit: 4
- Groen: 3
- VLD: 0
- CD&V: 5
- N-VA: 15
- VB: 7

Nach der Wahl wurde eine Koalition aus NVA und CD&V eingegangen.
- N-VA: 15
- CD&V: 5
- VB: 7
- Vooruit: 4
- Groen: 3
- PVDA: 2
- VLD: 0

- PVDA: 5
- Vooruit: 46
- Groen: 27
- VLD: 42
- CD&V: 24
- CDV – NVA: 24
- N-VA: 77
- VU: 2
- VB: 65

## Wirtschaft
Im Vergleich mit dem Bruttoinlandsprodukt der Europäischen Union ausgedrückt in Kaufkraftstandards erreicht die Provinz im Jahr 2015 einen Index von 140 (EU-25: 100), deutlich höher als der belgische Durchschnitt von 119 und war nach der Region Brüssel-Hauptstadt das wirtschaftlich stärkste Gebiet des Landes.
Im Jahr 2017 betrug die Arbeitslosenquote 5,9 %.